# Distretto di Znojmo
Il distretto di Znojmo (in ceco okres Znojmo) è un distretto della Repubblica Ceca nella regione della Moravia Meridionale. Il capoluogo di distretto è la città di Znojmo.
Fino al 1946 fece parte del Sudetenland, i territori con una popolazione a maggioranza tedesca.

## Geografia antropica
Il distretto conta 144 comuni:

### Città
- Hrušovany nad Jevišovkou
- Jevišovice
- Miroslav
- Moravský Krumlov
- Znojmo

### Comuni mercato
- Běhařovice
- Blížkovice
- Lukov
- Mikulovice
- Olbramkostel
- Olbramovice
- Oleksovice
- Prosiměřice
- Šatov
- Štítary
- Vémyslice
- Višňové
- Vranov nad Dyjí

### Comuni
- Bantice
- Bezkov
- Bítov
- Blanné
- Bohutice
- Bojanovice
- Borotice
- Boskovštejn
- Božice
- Břežany
- Citonice
- Ctidružice
- Čejkovice
- Čermákovice
- Černín
- Damnice
- Dobelice
- Dobřínsko
- Dobšice
- Dolenice
- Dolní Dubňany
- Dyjákovice
- Dyjákovičky
- Dyje
- Džbánice
- Grešlové Mýto
- Havraníky
- Hevlín
- Hluboké Mašůvky
- Hnanice
- Hodonice
- Horní Břečkov
- Horní Dubňany
- Horní Dunajovice
- Horní Kounice
- Hostěradice
- Hostim
- Hrabětice
- Hrádek
- Chvalatice
- Chvalovice
- Jamolice
- Jaroslavice
- Jezeřany-Maršovice
- Jiřice u Miroslavi
- Jiřice u Moravských Budějovic
- Kadov
- Korolupy
- Kravsko
- Krhovice
- Křepice
- Křídlůvky
- Kubšice
- Kuchařovice
- Kyjovice
- Lančov
- Lechovice
- Lesná
- Lesonice
- Litobratřice
- Lubnice
- Mackovice
- Mašovice
- Medlice
- Milíčovice
- Miroslavské Knínice
- Morašice
- Našiměřice
- Němčičky
- Nový Šaldorf-Sedlešovice
- Onšov
- Oslnovice
- Pavlice
- Petrovice
- Plaveč
- Plenkovice
- Podhradí nad Dyjí
- Podmolí
- Podmyče
- Práče
- Pravice
- Prokopov
- Přeskače
- Rešice
- Rozkoš
- Rudlice
- Rybníky
- Skalice
- Slatina
- Slup
- Stálky
- Starý Petřín
- Stošíkovice na Louce
- Strachotice
- Střelice
- Suchohrdly
- Suchohrdly u Miroslavi
- Šafov
- Šanov
- Šumná
- Tasovice
- Tavíkovice
- Těšetice
- Trnové Pole
- Trstěnice
- Tulešice
- Tvořihráz
- Uherčice
- Újezd
- Únanov
- Valtrovice
- Vedrovice
- Velký Karlov
- Vevčice
- Vítonice
- Vracovice
- Vranovská Ves
- Vratěnín
- Vrbovec
- Výrovice
- Vysočany
- Zálesí
- Zblovice
- Želetice
- Žerotice
- Žerůtky